# The Head (Fallout)
"The Head" (em português: "A Cabeça") é o terceiro episódio da primeira temporada da série de televisão norte-americana de drama pós-apocalíptica Fallout, baseada na franquia de jogos eletrônicos de RPG de mesmo nome criada pela Interplay Entertainment e atualmente propriedade da Bethesda Softworks. O episódio foi escrito pelos desenvolvedores da série Geneva Robertson-Dworet e Graham Wagner e dirigido pelo produtor executivo Jonathan Nolan. Ele foi lançado no Amazon Prime Video no dia 10 de abril de 2024 junto com o restante da temporada.
A série retrata as consequências de uma guerra nuclear apocalíptica em uma história alternativa da Terra, onde os avanços na tecnologia nuclear após a Segunda Guerra Mundial levaram ao surgimento de uma sociedade retrofuturista e a uma subsequente guerra de recursos. Os sobreviventes se refugiaram em abrigos nucleares conhecidos como Refúgios (Vaults, no inglês), construídos para preservar a humanidade em caso de aniquilação nuclear. No episódio, Lucy (Ella Purnell) tem um encontro desagradável com o Necrótico (Walton Goggins) enquanto Maximus (Aaron Moten) assume a identidade de Titus.
O episódio recebeu análises muito positivas dos críticos, com elogios à sua performance, escrita e os momentos de tensão.

## Enredo
Antes da Grande Guerra, Cooper Howard filma um faroeste e reclama com o diretor sobre seu personagem ter matado o vilão. Nos dias atuais, o Necrótico encontra o cadáver sem cabeça de Wilzig e começa a seguir os rastros de Lucy após dar uma amostra do seu cheiro ao CX404. Lucy chega as ruínas subaquáticas da Hollywood Boulevard, onde uma criatura conhecida como glutão engole a cabeça de Wilzig. Enquanto escapa do glutão, ela é mantida sob a mira de uma arma pelo Necrótico.
De volta a Filly, Maximus é forçado a vender seus dentes para pagar o conserto de sua armadura, porém uma gangue de sucateiros atacam ele e tentam roubá-la. Depois de não obter sucesso tentando confrontá-los em um primeiro momento, Maximus recupera a posse da armadura, mata o líder da gangue e expulsa os outros. Através de uma chamada de voz, ele finge ser Titus e afirma que Maximus morreu em batalha. A Irmandade do Aço envia um novo escudeiro, Thaddeus, para ajudá-lo em sua missão. Maximus se esconde na armadura e finge ser Titus. Como Thaddeus o intimidava constantemente no acampamento, Maximus aproveita todas as oportunidades para dificultar a vida de seu novo escudeiro.
O Necrótico começa a afogar Lucy, alegando que a está usando como isca para atrair o glutão. A criatura aparece mas escapa rapidamente quando Lucy se debate e acidentalmente puxa alguns frascos da jaqueta do Necrótico, quebrando-os no processo. O Necrótico, furioso porque não tem mais os químicos que o impede de se tornar selvagem, abandona CX404 e vai embora com Lucy como sua prisioneira.
No Refúgio 33, uma junta de supervisores decidem que os invasores capturados sejam mantidos vivos, pois não têm certeza de que seus novos prisioneiros poderiam ser reabilitados à sociedade. Durante uma audiência pública, Norm argumenta que a reabilitação é uma perda de tempo e que o Refúgio deveria executar os cativos enquanto eles têm chance. Ele é repreendido, mas a notícia de uma escassez de água devido à falha do chip de purificação do Refúgio coloca mais pressão sobre os superintendentes para tomarem uma decisão.
Detectando altos níveis de radiação, Maximus e Thaddeus chegam à Hollywood Boulevard e encontram o glutão. Thaddeus é quase morto durante a luta que se segue, contudo Maximus intervém e mata o glutão cortando seu estômago com uma faca e recuperando a cabeça de Wilzig no processo. Eles também encontram o CX404 faminto e resolvem ficar com o cachorro.
No passado, a esposa de Cooper, Barb, o colocou em contato com a Vault-Tec uma vez que Cooper está preocupado com o declínio de sua carreira. Ele concorda em trabalhar como porta-voz e embaixador da empresa, veste o macacão da Vault-Tec e participa de uma sessão de fotos para divulgar os Refúgios, e em dado momento faz o sinal de positivo em várias fotos. Fica implícito que o novo mascote da Vault-Tec, o Vault Boy, foi criado a partir de um modelo de Cooper.

## Produção

### Desenvolvimento
"The Head" foi o terceiro episódio dirigido pelo produtor executivo Jonathan Nolan.

### Trilha sonora
A trilha sonora foi composta por Ramin Djawadi. O episódio apresentou várias músicas incluindo "Maybe" do The Ink Spots, "So Doggone Lonesome" de Johnny Cash, "We'll Meet Again" do The Ink Spots, "Tweedlee Dee" de LaVern Baker, "In the Mood" de Glenn Miller e "Act Naturally" de Buck Owens.

## Lançamento
O episódio estrou no dia 10 de abril de 2024 de maneira simultânea com o restante da temporada no Amazon Prime Video. Originalmente, a temporada estava programada para estrear em 12 de abril de 2024.

## Recepção
"The Head" recebeu análises bastante positivas dos críticos. William Hughes do The A.V. Club avaliou o episódio com nota "B +" e escreveu: "É para o crédito crescente de Fallout que ele pode, em seu terceiro episódio, fazer algum trabalho real de personagem junto com seu desejo alegre de enojar os espectadores. Veja a cena inicial que mostra Lucy conversando tranquilamente com a cabeça decepada de Wilzig, recentemente liberada de seu pescoço a seu próprio pedido, Ella Purnell tem um talento especial para projetar a aceitação alegre de Lucy dos horrores ao seu redor, conversando curiosamente com a cabeça enquanto procura pelo MacGuffin escondido sob a pele."
Jack King da Vulture avaliou o episódio com 4 estrelas de 5 e escreveu: "Cada vislumbre que nos foi oferecido de Cooper Howard antes da Grande Guerra o apresenta como uma entidade completamente diferente do necrótico (literal) que ele se tornará. Quero dizer, ele é um homem de família virtuoso que não consegue nem tolerar a ideia de interpretar um xerife mocinho que mata um bandido na tela. Mas tal é a decadência moral do apocalipse: preenchendo as lacunas, você só pode imaginar a merda hedionda que ele testemunhou e participou desde a tempestade nuclear. Ainda. Para chegar a esse nível de brutalidade e barbárie? São 200 anos de depravação real ali mesmo."
Sean T. Collins, em sua análise para o Decider, escreveu: "O padrão para Fallout após três episódios é que qualquer episódio de 50 minutos apresentará violência nojenta, piadas de mau gosto e um monstro da semana, com base na premissa de que a América não é uma merda porque sua classe dominante prefere viver em buracos no chão do que melhorar o mundo em que vivemos. Com certeza, eu o devorarei." Ross Bonaime do Collider, por sua vez, escreveu: "Apesar de toda a loucura boba e absurda deste universo Fallout, o Episódio 3 prova que as parcelas mais calmas e focadas nos personagens são igualmente interessantes e podem expandir tanto a tradição do jogo quanto a história do programa de maneiras que demonstrar amor e apreço pelo universo maior."
Joshua Kristian McCoy do Game Rant deu ao episódio uma classificação de 4 estrelas de 5 e escreveu: "Fallout possui alguns momentos lentos, mas é uma série refrescante e direta. Apesar de adaptar décadas de jogos, misturar vários gêneros e contar uma história tão ampla, é um passeio alegre pelo deserto. Fallout é tudo o que os fãs esperavam que fosse. Suas falhas mal obscurecem seus sucessos. As adaptações de jogos eletrônicos raramente capturam o espírito de seu material original. Fallout teve vários desafios, mas é sem dúvida uma das melhores do gênero. O show continua a impressionar à medida que se aprofunda nos Ermos." Greg Wheeler do The Review Geek avaliou o episódio com 3.5 estrelas de 5 e escreveu: "À medida que nos aproximamos do meio do show, este jogo de gato e rato apenas começou a ficar interessante. Qual é o significado de Wilzig para a trama, ao lado dos vários personagens que precisam de sua cabeça (e como Moldaver se liga a ela) permanece um mistério, mas é atraente e certamente ajuda a manter as coisas funcionando."